# كهف زار
كهف زار – هو كهف ومأوى بشري من العصر الحجري (أوائل العصر الحجري القديم). ويقع الكهف في الجزء الجنوبي من قرية زار في أذربيجان.
تم اكتشاف آثار للإنسان البدائي في الكهف أثناء الرحلة الاستكشافية الأثرية في كالبيار رايون، 1981-1987. وتم العثور على العديد من الأشياء مثل السكاكين ورؤوس السهام والأمشاط خلال عمليات الحفر. وآثار الخدوش على اللوحات التي تم اكتشافها تشير إلى أنها كانت تستخدم لطحن القمح. وهذه الألواح تشبه الألواح التي تم العثور عليها في كهف تاغلار. ويُعتقد أن الناس الذين عاشوا في تلك الأماكن كانوا ينتمون إلى نفس المجموعة. والكثير من الأشياء التي صُنعت في تاغلار تم استخدامها أيضًا في زار.